# 两湖鳄
两湖鳄属（学名：lianghusuchus），是鳄形超目鱷科中的一種屬，現已滅絕。該屬的動物的生存年代為始新世時期的中国湖南。模式种是河阳两湖鳄（lianghusuchus heyangensis)。湖南衡陽縣楊梅鎮甘棠坳有發現該屬動物的化石。